# Lijst van voetbalinterlands Papoea-Nieuw-Guinea - Samoa
Deze lijst van voetbalinterlands is een overzicht van alle officiële voetbalwedstrijden tussen de nationale teams van Papoea-Nieuw-Guinea en Samoa (dat tussen 1962 en 1997 West-Samoa heette). De landen hebben tot op heden zes keer tegen elkaar gespeeld. De eerste ontmoeting was op 1 juli 1989, tijdens een vriendschappelijk toernooi in Nuku'alofa (Tonga). Het laatste duel, een groepswedstrijd tijdens de OFC Nations Cup 2024, werd gespeeld in Suva (Fiji) op 22 juni 2024.

## Wedstrijden
| № | Plaats       | Datum         | Competitie                        | Wedstrijd                        | Uitslag |
| - | ------------ | ------------- | --------------------------------- | -------------------------------- | ------- |
| 1 | Nuku'alofa   | 1 juli 1989   | Vriendschappelijk                 | Papoea-Nieuw-Guinea − West-Samoa | 6 − 0   |
| 2 | Apia         | 16 maart 2002 | OFC Nations Cup 2002 kwalificatie | Papoea-Nieuw-Guinea − Samoa      | 4 − 1   |
| 3 | Apia         | 19 mei 2004   | WK 2006 kwalificatie              | Samoa − Papoea-Nieuw-Guinea      | 1 − 4   |
| 4 | Port Moresby | 5 juni 2016   | WK 2018 kwalificatie              | Papoea-Nieuw-Guinea − Samoa      | 8 − 0   |
| 5 | Apia         | 8 juli 2019   | Pacifische Spelen 2019            | Samoa − Papoea-Nieuw-Guinea      | 0 − 6   |
| 6 | Suva         | 22 juni 2024  | OFC Nations Cup 2024              | Samoa − Papoea-Nieuw-Guinea      | 1 − 2   |

## Samenvatting
| Competitie                   | Totaal gespeeld | Winst Pap.-Nw-Guin. | Gelijk | Winst Samoa | Doelsaldo Pap.-Nw-Guin. – Samoa |
| ---------------------------- | --------------- | ------------------- | ------ | ----------- | ------------------------------- |
| WK-kwalificatie              | 2               | 2                   | 0      | 0           | 12 − 1                          |
| OFC Nations Cup              | 1               | 1                   | 0      | 0           | 2 − 1                           |
| OFC Nations Cup-kwalificatie | 1               | 1                   | 0      | 0           | 4 − 1                           |
| Pacifische Spelen            | 1               | 1                   | 0      | 0           | 6 − 0                           |
| Vriendschappelijk            | 1               | 1                   | 0      | 0           | 6 − 0                           |
| Totaal                       | 6               | 6                   | 0      | 0           | 30 − 3                          |

PNGFA · 
A-internationals · 
Vrouwenelftal van Papoea-Nieuw-Guinea
1969 – 1979 · 
1980 – 1989 · 
1990 – 1999 · 
2000 – 2009 · 
2010 – 2019 ·
2020 − 2029
Amerikaans-Samoa ·
Australië ·
Centraal-Afrikaanse Republiek ·
China ·
Cookeilanden ·
Fiji ·
Filipijnen ·
Indonesië ·
Iran ·
Liberia ·
Maleisië ·
Nieuw-Caledonië ·
Nieuw-Zeeland ·
Salomonseilanden ·
Samoa ·
Singapore ·
Sri Lanka ·
Tahiti ·
Thailand ·
Tonga ·
Vanuatu
FFS · 
A-internationals · 
Samoaans vrouwenelftal
1989 – 1999 · 
2000 – 2009 · 
2010 – 2019 ·
2020 − 2029
Amerikaans-Samoa ·
Australië ·
Cookeilanden ·
Fiji ·
Nieuw-Caledonië ·
Nieuw-Zeeland ·
Papoea-Nieuw-Guinea ·
Salomonseilanden ·
Tahiti ·
Tonga ·
Vanuatu